# Buretsu Tennō
Buretsu Tennō (武烈天皇?) (c. 489 – 7 de enero de 507) fue el vigésimo quinto emperador del Japón según el orden tradicional de sucesión. No existen pruebas suficientes acerca de este emperador o de su reinado, pero se cree que gobernó el país a finales del siglo V y comienzos del siglo VI.
Según el Kojiki y el Nihonshoki, fue hijo de Ninken Tennō y de su consorte Kasuga no Ōiratsume no Kōgō (春日大郎皇后). Su nombre fue Ohatsuse no Wakasazaki no Mikoto (小泊瀬稚鷦鷯尊).
En el Nihonshoki es descrito como un emperador muy perverso, tanto como lo fue el antiguo Di Xin de la dinastía Shang, pero en el registro del Kojiki no existe esa referencia. Existen diversas teorías con estas diferencias. Algunos creen que esto fue la justificación de cómo su sucesor el Emperador Keitai tomó el poder bajo circunstancias cuestionables. En los textos históricos anteriores y durante la Segunda Guerra Mundial, parte de los registros de Buretsu fueron omitidos intencionalmente.
Si el Emperador Keitai comenzó una nueva dinastía como algunos historiadores creen, entonces Buretsu es el último emperador de la primera dinastía registrada de Japón.